# アレクサンドル・ウキジャ
アレクサンドル・ウキジャ（Alexandre Oukidja 、1988年7月19日 - ）は、フランス・ヌヴェール出身のプロサッカー選手。アルジェリア代表。FCメス所属。ポジションはGK。

## クラブ経歴
FCグーニョンに所属していた2005年12月2日、リーグ・ドゥのモンペリエHSC戦でプロデビュー。
2006年夏、リールに移籍。すぐにBチームのレギュラーポジションを確保したが、トップチームに割って入ることはできなかった。
2012年1月27日、フランス全国選手権のアヴィロン・バイヨンヌFCに半年間期限付き移籍。

## 代表歴
ウキジャ自身はフランスで生まれ育ったが、父親がアルジェリア出身のためアルジェリア代表を選択した。
2019年3月26日、チュニジア代表との親善試合で初出場を飾った。

## タイトル

### クラブ
LOSCリール・メトロポール
- リーグ・アン：2010-2011
- クープ・ドゥ・フランス：2011

### 代表
- アフリカネイションズカップ：2019